# Mount Jacklyn
Mount Jacklyn är ett berg i Antarktis. Det ligger i Östantarktis. Australien gör anspråk på området. Toppen på Mount Jacklyn är 1 557 meter över havet.
Terrängen runt Mount Jacklyn är huvudsakligen platt, men västerut är den kuperad. Trakten är obefolkad. Det finns inga samhällen i närheten.